# Serenade in G majeur
Serenade in G majeur is een suite geschreven door Ernest John Moeran. Hij schreef het in 1948, maar delen uit de suite stammen uit een ouderwerk van de componist. Deze had in 1934 een suite geschreven Farrago, die het tot een Promsconcert bracht. Later trok de componist het werk terug. Delen van Farrago  kwam echter terug in deze achtdelige serenade. De serenade was het laatste orkestwerk van Moeran, hij overleed in 1950. Het is een lichtvoetige suite geschreven in oude stijl zoals de titels van de deeltjes al verraden:
1. Proloog in allegro
2. Intermezzo in allegretto (ook in Farrago)
3. Air in lento, ma non troppo
4. Galop in presto
5. Minuet in tempo di minuetto (ook in Farrago)
6. Forlana in andante con moto (ook in Farrago)
7. Rigadoon in con brio,ma tempo moderato (ook in Farrago)
8. Epiloog in allegro un poco maestoso

Het werk was voor het eerst in zijn totaal te horen tijdens het Proms-concert van 2 september 1948 door Basil Cameron met het BBC Symphony Orchestra. Het programma zag er als volgt uit:
- Jean Sibelius – Tapiola
- Jean Sibelius – Vioolconcert (solist Henry Holst)
- Jean Sibelius – Symfonie nr. 5
- Ernest John Moerans – Serenade in G
- Arnold Bax – Overture to a picaresque comedy

De muziek van Moeran werd nogal eens vergeleken met juist deze twee andere componisten. Een jaar later was het werk weer te horen tijdens de Proms. Toen zat het in een programma met muziek van Ludwig van Beethoven en William Alwyn.
Na de première kwam de uitgeverij om de hoek, die het werk te lang was. Het Intermezzo en Forlana moesten door de componist geschrapt worden om het uitgegeven te krijgen. Naderhand bleken dat nu net de hoekstenen van het werk te zijn, aldus de Chandos-uitgave.  
Discografie.
Door de jaren heen is het altijd verkrijgbaar geweest:
- Basil Cameron met het BBC orkest, waarschijnlijk opnamen tijdens de première op platenlabel Symposium
- Vernon Handley met het Ulster Orchestra, een opname uit 1988 (de uitgegeven zesdelige suite) en 1989 (de twee “vermiste delen”) voor Chandos
- JoAnn Falletta met het Ulster Orchestra, opname uit 2012, voor platenlabel